# Hypoderma
Hypoderma es un género de dípteros braquíceros de la familia Oestridae conocidos vulgarmente como barros.
Son parásitos de mamíferos frecuentemente herbívoros, como ganado doméstico y animales silvestres rumiantes (por ejemplo ciervos) y no rumiantes, pero hay especies adaptadas a vertebrados muy diversos, como mamíferos no herbívoros, aves y reptiles. Las especies más conocidas son  Hypoderma lineatum (en equinos) e Hypoderma bovis (en ganado bovino). El rezno del hombre, pertenece a otro género (Dermatobia hominis). El nombre Hypoderma, del mismo origen que el adjetivo "hipodérmico" hace referencia a los hábitos ecológicos del grupo.
El imago o adulto es grande, peludo y está mimetizado a las abejas; de color marronáceo o anaranjado.
Se encuentran en todos los continentes del Hemisferio Norte, principalmente entre 25° y 60° lat N.

## Ciclo evolutivo

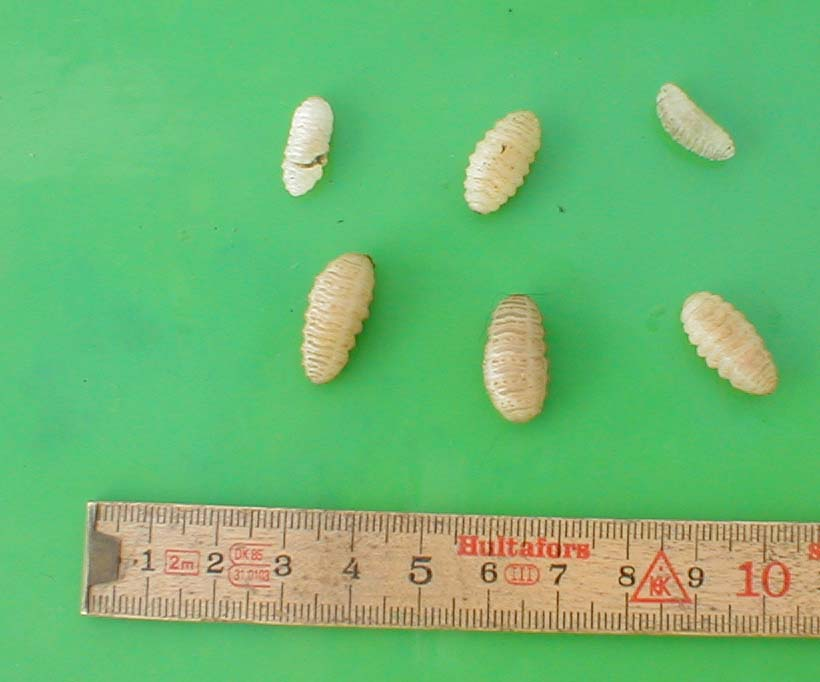
Larvas

Las larvas de la mosca son depositadas frecuentemente sobre los cuartos delanteros del vertebrado. Estas serán ingeridas al lamerse el animal. El ciclo interno implica a los músculos del esófago, por el que pasan antes del resurgimiento subcutáneo.
En ejemplares jóvenes y viejos pueden causar mortandad debido a debilitamiento, daños cerebrales o debido a infecciones cuando generalmente la infestación ha sido producida por muchas larvas de mosca, sin embargo no es muy frecuente. Cuando resurgen, las larvas causan muchas hinchazones bajo la piel, con daño (abscesos), si bien, en general, no es mortal. El díptero se queda bajo la piel (de ahí, su nombre científico Hypoderma). Sin embargo, cuando el quiste o pupa por azar es destruido por presión, pueden aparecer hinchazones y zonas purulentas, más extensas cuantas más larvas haya.
Además de la hinchazón subcutánea, el rezno perfora la piel, saliendo del animal huésped. Según el número de perforaciones, el cuero puede perder más o menos valor.
A diferencia de las larvas de Lucilia, cuando migran por el cuerpo huésped generalmente no causan daño grave en la carne, pero en los animales jóvenes puede provocar retraso en el crecimiento y un peso final inferior al de los ejemplares no infestados. La producción de leche también puede sufrir, poniendo en peligro a la progenie por hambre, pero se ha observado que en bóvidos adultos la infestación es, generalmente, más limitada, debido a la mayor resistencia después de la primera infestación.

## Lucha contra el rezno
Los reznos han sido erradicados en ciertos países: Alemania, Dinamarca,..., en los años 1960. También han sido erradicados del Reino Unido,  así como de Bélgica. El tratamiento usado era el verter sobre el dorso del animal susceptible un compuesto organofosforado.
A partir de los años 1980, el tratamiento preventivo fue más fácil, por el empleo subcutáneo de ivermectina. Sigue estando presente en África del Norte.